# 秋田県立六郷高等学校
秋田県立六郷高等学校（あきたけんりつ ろくごうこうとうがっこう）は、秋田県仙北郡美郷町に所在する公立の高等学校。秋田県の県立高校で唯一の福祉科のある高校。普通科と福祉科の括り募集をしており、福祉科は介護福祉士国家試験の受験資格を取得できる。

## 設置学科
- 普通科 - ビジネスコースと文理教養コースがあり、さらにビジネスコースは「経理類型」「情報類型」「生活文化類型」、文理教養コースは「文系類型」「理系類型」に分かれる。
- 福祉科

## 沿革
- 1948年（昭和23年） 8月 - 秋田県立大曲農業高等学校定時制課程六郷分校として開校。
- 1950年（昭和25年） 4月 - 独立して秋田県立六郷高等学校となる。
- 1986年（昭和61年）  11月-セミナーハウス「清心館」が竣工する。
- 1997年 （平成9年）  4月 -この年度をもって生活科学科の募集を停止。生活科学科は最終募集は定員160名。
- 1998年 （平成10年） 10月-創立50周年記念式典を挙行する。
- 2003年（平成15年） 4月 - 福祉科を創設する。
- 2008年（平成20年） 4月 - 「子どもの読書活動優秀実践校」として文部科学大臣から表彰を受けた。この功績は、始業前の全校一斉朝読書や授業・課外活動での学校図書館の積極的な利用、読書を取り入れた授業への取り組みなどが評価されたことによるもの。
- 2008年（平成20年）10月 - 創立60周年記念式典を挙行。テーマは『未来へ躍進〜笹竹の精神』。
- 2009年（平成21年）12月 - いす式階段昇降機設置される。
- 2013年度（平成25年度） -本校福祉科の介護福祉士国家試験で、福祉科在籍生全員が試験に合格する。

## 福祉科
- 2003年（平成15年）4月 - 福祉科を設立
- 2011年度北秋田市立合川高等学校が学校統合により、介護福祉科が廃止されるため、六郷高校が秋田県唯一の福祉系学科となった。
- 福祉科のテーマは「優しさという力 目指すは福祉系スペシャリスト」
- 福祉科で学ぶこと 
  - 福祉・介護に関する専門的な知識と技術を総合的・体験的に身につけ，社会福祉の向上を手助けできるように学習する
  - 専門的な学習と実習を通じて，福祉に関する高度な知識と技術を学ぶ
  - 施設等での実習体験やボランティア活動を通じて，思いやりの心や地域に貢献する気持ちを高め，福祉の専門家としての資質を身につける
- 六郷高校福祉科では訪問介護員2級、介護福祉士国家試験の受験資格を取得できる
- 六郷高校福祉科の介護福祉士国家試験の合格率 
  - 17年度卒業 1期生 70.0％
  - 18年度卒業 2期生 75.9％
  - 19年度卒業 3期生 90.0％
  - 20年度卒業 4期生 79.2％
  - 21年度卒業 5期生 91.7％
  - 22年度卒業 6期生 77.8％
- 介護福祉士の全国の平均合格率が50％前後であるのに対し、六郷高校は一期生から70％以上を維持している。
- また、平成25年度(9期生)は合格率100%を達成した。

## 部活動運動部
硬式野球部、卓球部、バスケットボール部、陸上競技部、バドミントン部、自転車競技部（毎年インターハイや国体に出場し、種目別優勝など数々の栄冠を得ている）
文化部
吹奏楽部、美術部、書道部、福祉部、教養部

## 主な卒業生
- 村田辰美（元近鉄バファローズ投手。野球解説者、マスターズリーグで大阪ロマンズに所属）
- 藤井勉（画家、岩手大学卒で盛岡在住）
- ブラボー中谷（マジシャン、タレント）
- 山藤浩三（元競輪選手。1964年東京オリンピック代表選手）
- 加藤武久（元競輪選手。東京オリンピック代表選手）